# Jókai Mór Emlékszoba és Tájház

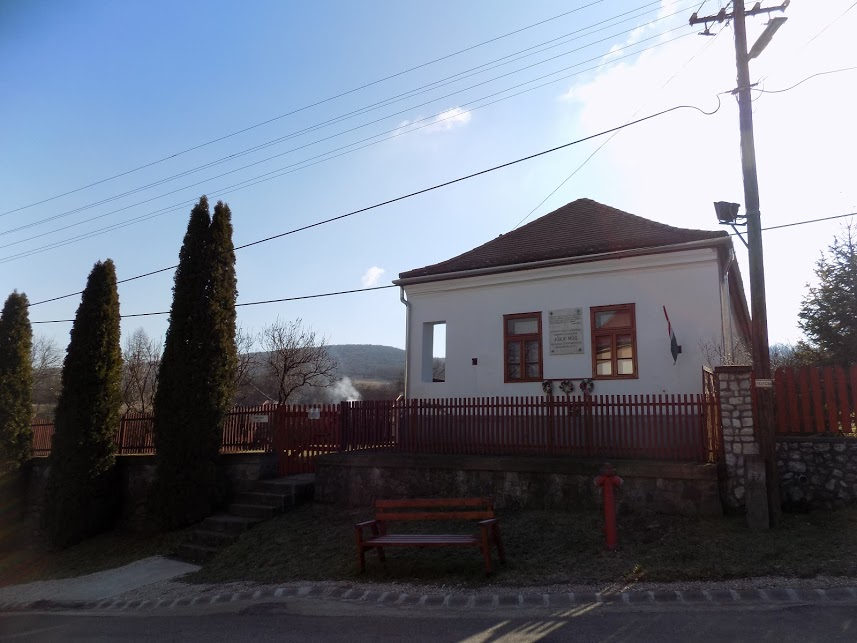
A Jókai Mór Emlékszoba és Tájház

A Jókai Mór Emlékszoba és Tájház a Borsod-Abaúj-Zemplén vármegyei Tardonán található a Jókai Mór utca 1. szám alatt, a helyi református templom közelében. Jókai Mór az 1848–49-es forradalom és szabadságharc után négy hónapig a településen rejtőzött. Ennek állítottak emléket a falu lakói a korábban református iskolaként működött épületben.

## Története

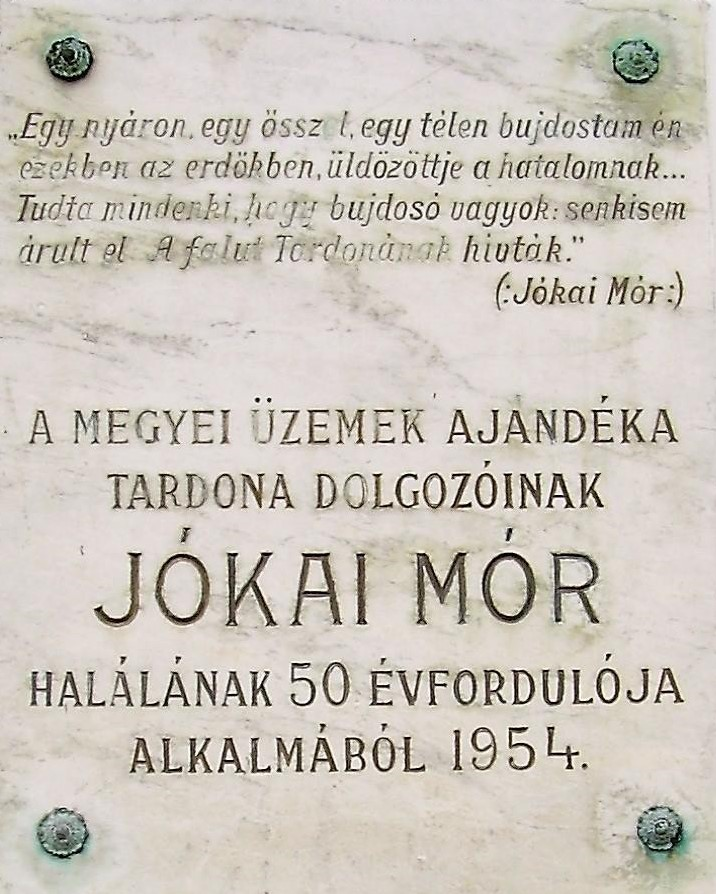
Az Emlékszoba falán található emléktábla

Az épület az 1900-as évek elején épült: akkoriban kántortanítói lakás és iskola volt. Az 1876-os tűzvészben leégett egyházi iskola helyén épült, a református templommal szemben.
Jelenleg az épület utcafront felőli szobájában található a Jókai Mór Emlékszoba, amely az író tardonai bujdosásának emlékét őrzi. Az emlékszobában kéziratok, korabeli kiadású könyvek, a nagy mesemondóról készült portrék, életrajzi kapcsolódású tárgyak találhatók. A szoba kiállítási anyagát képezi egy reformkori asztal, szekrény, valamint a Temesvári Állami Páncélszekrény Gyárban készült páncélszekrény. A Jókai-köteteket a miskolci Herman Ottó Múzeum és a II. Rákóczi Ferenc Megyei Könyvtár adományozta, többek között a 100 kötetes Jókai-sorozat, melyet 1896–1898 között a Révai Testvérek adtak ki. A kiállítási anyag különlegessége a Jókay Jolán által 1905-ben a tardonai református egyházközség számára adományozott cizellált ezüstkehely.
A második és a harmadik szobában: a Tájház került kialakításra, a falu lakóinak régi berendezési és használati tárgyait, a paraszti élet emlékeit helyezték el. A látogató betekinthet a helyi élet és történelem emlékeibe. A kiállítás anyagát a falubeliek adománya képezi, melynek többségét 1989-ben gyűjtötték össze a Honismereti kör tagjai. A lakószoba és a konyha berendezései mellett a múzeum jelentős gyűjteménnyel rendelkezik a kender feldolgozásához szükséges tárgyakból. Található itt tiló, gereben, guzsaly, rokka, szövőszék és más érdekességek.
A korábban az iskola tantermének helyt adó teremben időszaki kiállítások kapnak helyet, a különteremben pedig időszakos kiállítások láthatóak.

## Nyitvatartás
A múzeum egyénileg látogatható, a látogatók előre egyeztetett időpontban tekinthetik meg a kiállítást. Bejelentkezni az emlékház weboldalán található elérhetőségeken lehet.